# Palazzo Amati
A Palazzo Amati egyike Taranto legjelentősebb nemesi palotáinak. 1748-ban épült, három meglévő kisebb palota összeépítésével Giacomo Amati báró és családja számára. Homlokzata a Mar Grandéra néz. A 37 szobás palota fő látnivalói a márványlépcső és a galéria.
1869-ben, a városfalakat elbontásával egyidőben a palota egyes részeit is lebontották, utat engedve a tengerparti sétány megépítésének. 1889-ben restaurálták és iskolának rendezték be. 1977-ben újították fel ismét. Napjainkban a Tarantói Egyetem birtokolja. 